# Saint-Aubin-les-Forges
Saint-Aubin-les-Forges ist eine französische Gemeinde mit 379 Einwohnern (Stand: 1. Januar 2022) im Département Nièvre in der Region Bourgogne-Franche-Comté. Sie gehört zum Arrondissement Cosne-Cours-sur-Loire und zum Kanton La Charité-sur-Loire. Die Bewohner werden Saint-Aubinois und Saint-Aubinoises genannt.

## Nachbargemeinden
Saint-Aubin-les-Forges liegt etwa 17 Kilometer nordnordöstlich von Nevers am Nièvre.
Nachbargemeinden von Saint-Aubin-les-Forges sind Raveau im Norden und Nordwesten, Murlin im Norden, Beaumont-la-Ferrière im Norden und Nordosten, Poiseux im Osten, Guérigny im Süden, Parigny-les-Vaux im Süden und Südwesten sowie Chaulgnes im Westen.

## Bevölkerungsentwicklung
| Jahr                       | 1962 | 1968 | 1975 | 1982 | 1990 | 1999 | 2006 | 2011 | 2016 |
| Einwohner                  | 523  | 511  | 510  | 406  | 368  | 403  | 439  | 432  | 405  |
| Quellen: Cassini und INSEE |      |      |      |      |      |      |      |      |      |

## Sehenswürdigkeiten
- Kirche Saint-Aubin von 1840
- Schloss Frasnay-les-Chanoines mit Turm aus dem 13. Jahrhundert

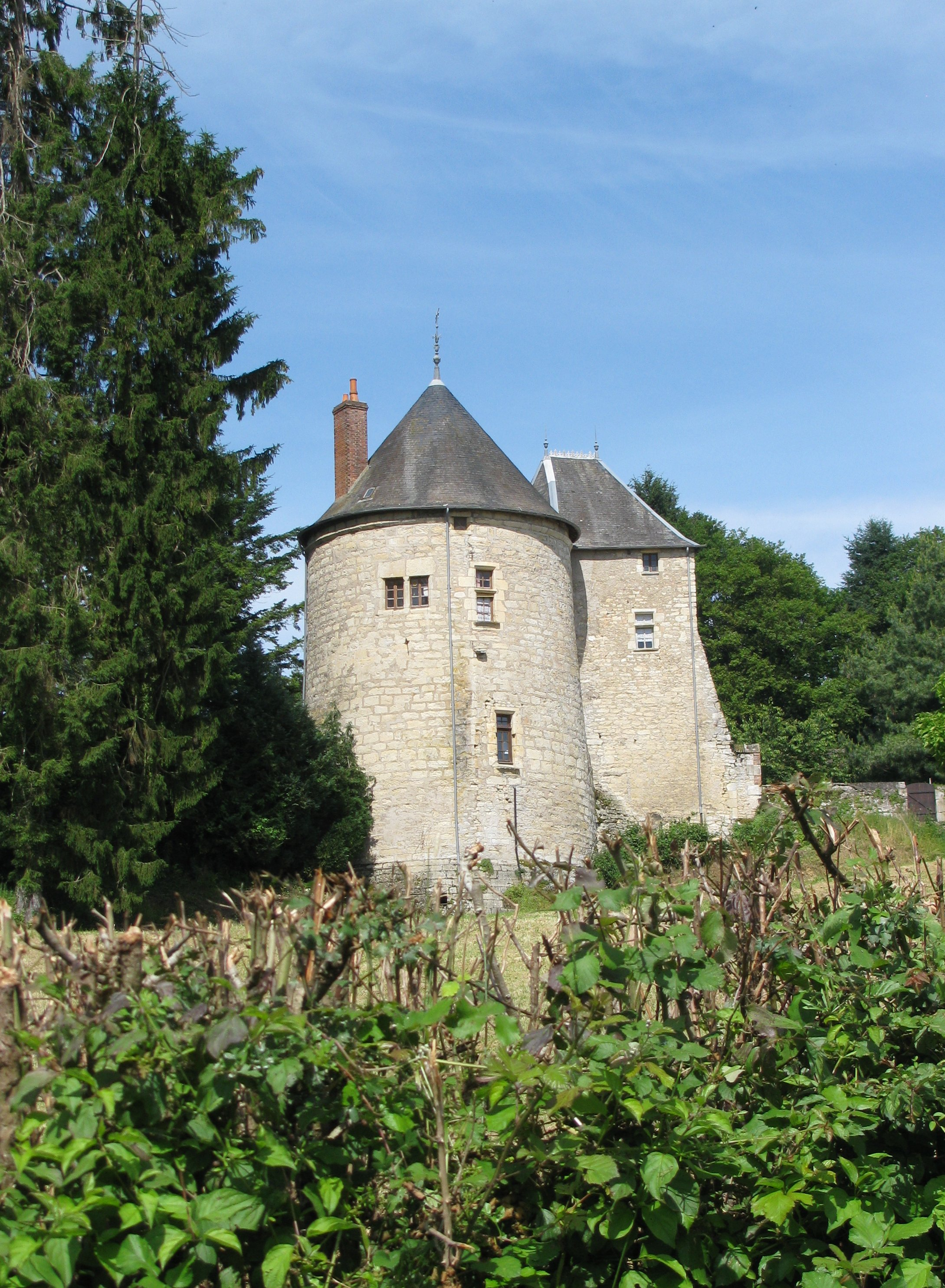
Turm beim Schloss Frasnay-les-Chanoines